# Kebri Dehar
Kebri Dehar (somal. Qabridahare) – miasto we wschodniej części Etiopii znanej jako Ogaden. Położone w Strefie Korahe Regionu Somali, na wysokości 493 m n.p.m. W mieście znajduje się port lotniczy Kebri Dehar. Według danych szacunkowych na rok 2010 liczy 43 001 mieszkańców.